# Gerardo Isla Domke
Gerardo Isla Domke (Valdivia, 9 de mayo de 1991) es un exjugador de baloncesto chileno. Con 2,02 metros, jugaba en las posiciones de ala-pívot y pívot. Tuvo un paso por el baloncesto universitario estadounidense, realizando luego una carrera como deportista profesional en Chile y Argentina. Representó a su país a nivel internacional en categorías juveniles y mayores. 

## Trayectoria

### Etapa juvenil
Isla se vinculó al Deportivo Valdivia en su niñez, haciendo su debut con el equipo superior en el año 2007. Durante su etapa juvenil se destacó como uno de los jugadores chilenos con mayor proyección en el baloncesto. Además de aportar su juego en su club, lideró a la selección de Los Ríos que compitió en los Juegos Binacionales de la Araucanía (incluyendo a la que conquistó la medalla de oro en 2008 tras vencer en la final del certamen al combinado de Neuquén).
En septiembre de 2011, luego de haberse alejado de los valdivianos para actuar con La Cruz y Universidad de Concepción, se instaló en los Estados Unidos para estudiar en el Northeastern Oklahoma A&M College de Miami, Oklahoma, y jugar al baloncesto en los Golden Norsemen, el equipo de la institución que disputaba los torneos de la NJCAA.
Estuvo dos años en el NEO A&M College, pero sólo compitió oficialmente en el primero, ya que en el segundo se lesionó y se perdió la temporada a causa de ello. En 2013 se transfirió al Columbia College de Columbia, Misuri, donde se incorporó a los Cougars. Su último año en tierras estadounidenses transcurriría entre competiciones de baloncesto de la NAIA. 

### Jugador profesional
En mayo de 2014 regresó a su país y se incorporó a Osorno Básquetbol. Ese año también actuó como refuerzo del Tinguiririca San Fernando en la Liga Sudamericana de Clubes. Al año siguiente, luego de haber participado de la Liga de las Américas durante enero de 2015 como refuerzo de Los Leones de Quilpué, fichó con Atlético Puerto Varas, equipo con el que conquistaría el título de la Liga Saesa.
Isla llegó a la Argentina en marzo de 2016 para jugar con el club Rocamora en el Torneo Nacional de Ascenso, la segunda categoría del país. Tras disputar 10 partidos regresó a su país, retornando al Deportivo Valdivia.
En su nuevo ciclo con los valdivianos se afianzaría como una de las figuras del equipo, el cual vencería en dos ediciones de la Liga Saesa (2016 y 2017) y conquistaría el título en la temporada 2018-19 de la LNB. 
En noviembre de 2020 desembarcó por segunda vez en la Argentina, pero esta vez para unirse a Comunicaciones de Mercedes, un equipo de la Liga Nacional de Básquet, la máxima categoría del baloncesto profesional del país. Actuó en 6 partidos antes de dejar el club y retornar a Chile.

### Retiro
Se retiró el 12 de abril de 2025, luego de disputar su último partido para el Deportivo Valdivia ante el Colo-Colo en el Coliseo Municipal Antonio Azurmendy Riveros. Según explicó en sus redes sociales, tomó la decisión de abandonar la competición de alto rendimiento por diversas complicaciones en sus rodillas.

## Selección nacional
Isla representó a su país en el Campeonato Sudamericano de Baloncesto Sub-16 de 2007.
Recibió su primera convocatoria a la selección de baloncesto de Chile en 2010. Ha disputado cuatro ediciones del Campeonato Sudamericano de Baloncesto (2010, 2012, 2014 y 2016) y numerosos partidos de las eliminatorias para la Copa Mundial de Baloncesto y la FIBA AmeriCup. También ha disputado el Torneo de Preclasificación Olímpica de FIBA Américas 2023.

## Vida personal
Está actualmente casado y tiene un hijo llamado Baltazar que nació en 2018.
Fue uno de los fundadores de la Asociación de Jugadores de Básquetbol (ASOJUB) en 2015, formada con el objetivo de mejorar las condiciones contractuales de los baloncestistas chilenos que actúan profesionalmente. Debido a ello el 4 de junio de 2019 hizo una exposición ante la Comisión de Deportes de la Cámara de Diputadas y Diputados de Chile, en la que dio a conocer la precariedad laboral de los deportistas de su rubro. Ello sirvió para que el 1 de abril de 2021 se aprobara un proyecto de ley impulsado por el diputado Marcos Ilabaca, el cual reglamenta la existencia de contratos laborales, el pago de remuneraciones, las cotizaciones y los derechos de seguridad social de los baloncestistas chilenos.